# رامي صبري (لاعب كرة قدم)
رامي صبري (3 مايو 1987 - ) هو لاعب كرة قدم مصري في مركز الدفاع، شارك في الدوري المصري الممتاز. ويلعب مع نادي فاركو.

## وصلات خارجية
- رامي صبري على موقع قاعدة بيانات كرة القدم.إي يو (الإنجليزية)
- رامي صبري على موقع كووورة